# Hải Lộc, Nghệ An
Hải Lộc là một xã thuộc tỉnh Nghệ An, Việt Nam. Xã được hình thành trên cơ sở sáp nhập các xã Nghi Thiết, Nghi Tiến và Nghi Yên của huyện Nghi Lộc trong đợt Sáp nhập tỉnh thành Việt Nam 2025.

## Địa lý
Xã Hải Lộc có vị trí địa lý:
- Phía Đông giáp biển đông;
- Phía Nam giáp xã Trung Lộc;
- Phía Tây giáp xã Thần Lĩnh;
- Phía Bắc giáp xã Tân Châu và xã An Châu.

Xã Hải Lộc có diện tích tự nhiên 41,25 km².

## Hành chính và tên gọi
Xã Hải Lộc được thành lập theo Nghị quyết số 1678/NQ-UBTVQH15 của Ủy ban Thường vụ Quốc hội Việt Nam, ban hành ngày 16 tháng 6 năm 2025. Theo đó, sắp xếp toàn bộ diện tích tự nhiên, quy mô dân số của các xã Nghi Thiết, Nghi Tiến và Nghi Yên thuộc huyện Nghi Lộc trước đây thành một xã mới có tên gọi là xã Hải Lộc.
Trước đó, theo Đề án sắp xếp đơn vị hành chính cấp xã tỉnh Nghệ An, xã này là xã Nghi Lộc 6.
Sau sắp xếp xã có diện tích tự nhiên: 41,25 km², quy mô dân số: 21.940 người.